# Ximena Bedregal
Ximena Bedregal Sáez é uma arquiteta, escritora, teórica, professora, editora e feminista boliviana e adepta da chamada corrente autônoma-radical do feminismo.

## Biografia
De pai boliviano e mãe chilena, Bedregal passou sua infância e juventude entre sua Bolívia natal e o Chile. Realizou seus estudos superiores em arquitetura e arte na Universidade de Chile e na Universidade Maior de San Andrés, onde também estudou cinema.

## Obra
Escritura e edição
Em seu trabalho como teórica e escritora podem se observar propostas associadas ao âmbito dos estudos de gênero mas com uma ótica feminista afastada do ativismo, com uma crítica para o discurso político moderado do feminismo, sua aparente lesbofobia e sua busca aspiracional para a legitimação. Adicionalmente, tem abordado em várias publicações o papel da mulher dentro de alguns movimentos indígenas —como no caso do Zapatista— e tem questionando a debilidade da legislação em pró dos direitos da mulher no México e a eficiência de alguns programas internacionais como o de microcréditos do FMI.
No âmbito editorial, fundou e editou a revista feminista La Correa feminista no marco do grupo denominado «Cómplices de México», enquanto trabalhou para o diário mexicano La Jornada como jornalista e como editora do suplemento feminista Triple Jornada junto a Rosa Rojas. Ademais, tem realizado colaborações em várias revistas, entre elas Debate feminista e Pukara.
Artes visuais e fotografia
Por outro lado, como artista visual e fotógrafa tem participado em várias exposições coletivas e individuais, entre as que se encontram Como mujer no tengo Patria, el mundo entero es mi tierra – La tira de la Peregrinación no Museu Nacional de Arte da Bolívia em La Paz (2009), Bolívia, luces y sombras de un proceso no Centro Cultural de Defesa e Promoção dos Direitos Humanos de Morelos (2009) e Bolivia Resistencia y Esperanza: una muestra documental del proceso boliviano na Casa da Cultura de Tlayacapan (2009).

## Publicações
- Hilos nudos y colores en la violencia hacia las mujeres (editorial CICAM, 1991) en coautoría con Irma Saucedo y Florinda Riquer.
- Permanecia Voluntaria en la Utopía (editorial CICAM, 1997).
- Feminismos cómplices: gestos para una cultura tendenciosamente diferente (México-Santiago: La Correa Feminista, 1993) en coautoría con Margarita Pisano, Francesca Gargallo, Amalia Fisher e Edda Gaviola.

Como editora
- Ética e Feminismo (editorial CICAM, 1995).

Colaborações
- Chiapas, y las mujeres qué? (La Correa Feminista, 1994): diseño interior.

## Lista de referências
- Barranco, Isabel (2011). «La construcción social de la mujer a través de la toma de decisión sobre su propia determinación sexual». In:  María Elena Olivera. Mujeres diversas. Miradas Feministas. [S.l.]: Editorial Grupo destiempos. ISBN 978-607-913-001-5
- El Diario, ed. (27 de setembro de 2009). «Ximena Bedregal expone "Tira de la Peregrinación"». Consultado em 19 de julho de 2013
- Rojas, Rosa (20 de setembro de 2009).  La Jornada, ed. «Bedregal traspasa el miedo a lo diferente y al misterio de lo que da vida: la mujer». Cultura. Consultado em 19 de julho de 2013[ligação inativa]
- La Jornada, ed. (23 de outubro de 2009). «Bolivia, resistencia y esperanza». El Correo Ilustrado. Consultado em 19 de julho de 2013
- Olea Mauleón, Cecilia (1998). Encuentros, (des) encuentros y búsquedas: el movimiento feminista en América Latina. [S.l.]: Flora Tristán. 234 páginas. ISBN 978-997-261-006-6
- Millán, Márgara (2009). «Revistas y políticas de traducción del feminismo mexicano contemporáneo». Revista Estudos Feministas. 17 (3). Florianópolis. pp. 819–846. ISSN 0104-026X. doi:10.1590/S0104-026X2009000300011. Consultado em 20 de julho de 2013
- Falquet, Jules (1997). «Mercedes Olivera et Ximena Bedregal: un dialogue de féministes mexicaines à propos de la lutte zapatiste». Nouvelles Questions féministes (em francês). 18 (2). pp. 59–62
- Fischer P., Amalia E. (2005). «Los complejos caminos de la autonomía» (PDF). Nouvelles Questions féministes. 24 (2). pp. 54–78. Consultado em 20 de julho de 2013
- Labrecque, Marie France (2010). «Transversalização da perspectiva de gênero ou instrumentalização das mulheres?». Revista Estudos Feministas. 18 (3). pp. 901–912. ISSN 0104-026X. doi:10.1590/S0104-026X2010000300015. Consultado em 20 de julho de 2013
- León, Irene (1997). «VII Encuentro Feminista de América Latina y el Caribe». FEM (21). pp. 20–25
- Vanden Berghe, Kristine (2001). «Entre Susana y Dulcinea. Imágenes femeninas en el discurso zapatista» (PDF). México en Movimiento. 8. Centro de Estudios Mexicanos. pp. 115–128. Consultado em 20 de julho de 2013